# Historischer Atlas von Bayerisch-Schwaben
Der Historische Atlas von Bayerisch-Schwaben (HABS) ist ein historischer Atlas zu Gebieten im heutigen bayerischen Regierungsbezirk Schwaben. 

## Erste Auflage
Die erste, mittlerweile vergriffene Auflage des HABS erschien 1955 und umfasste 74 Karten mit 50 Seiten Beiworten. Sie wurde herausgegeben von Wolfgang Zorn und erschien im Verlag der Schwäbischen Forschungsgemeinschaft. 

## Zweite Auflage
Die zweite, neu bearbeitete und ergänzte Auflage erscheint im Auftrag der Schwäbischen Forschungsgemeinschaft und wird herausgegeben von Hans Frei, Pankraz Fried und Franz Schaffer. Die Neuauflage ist in 10 Einzellieferungen mit je neun bis zehn Kartenblättern und Beiworten gegliedert. Bisher sind sechs Lieferungen erschienen.
- 1. Lieferung, 1982, Redaktion Karl-Ludwig Ay, 9 Karten
- 2. Lieferung, 1985, Redaktion Karl-Ludwig Ay, 10 Karten
- 3. Lieferung, 1990, Redaktion Karl-Ludwig Ay und Wolfgang Knabe, 9 Karten
- 4. Lieferung, 1998, Redaktion Hans Frei und Günther Krahe, 10 Karten
- 5. Lieferung, 2010, Redaktion Hans Frei, Pankraz Fried, Rolf Kiessling, 10 farbige Karten mit beigedruckten Texten, 2 Kartenbeilagen
- 6. Lieferung, 2020, Redaktion Hans Frei, Gerhard Hetzer, Rolf Kiessling, 13 farbige Karten mit beigedruckten Texten
- 7. Lieferung
- 8. Lieferung
- 9. Lieferung
- 10. Lieferung